# Транзит (фільм, 2018)

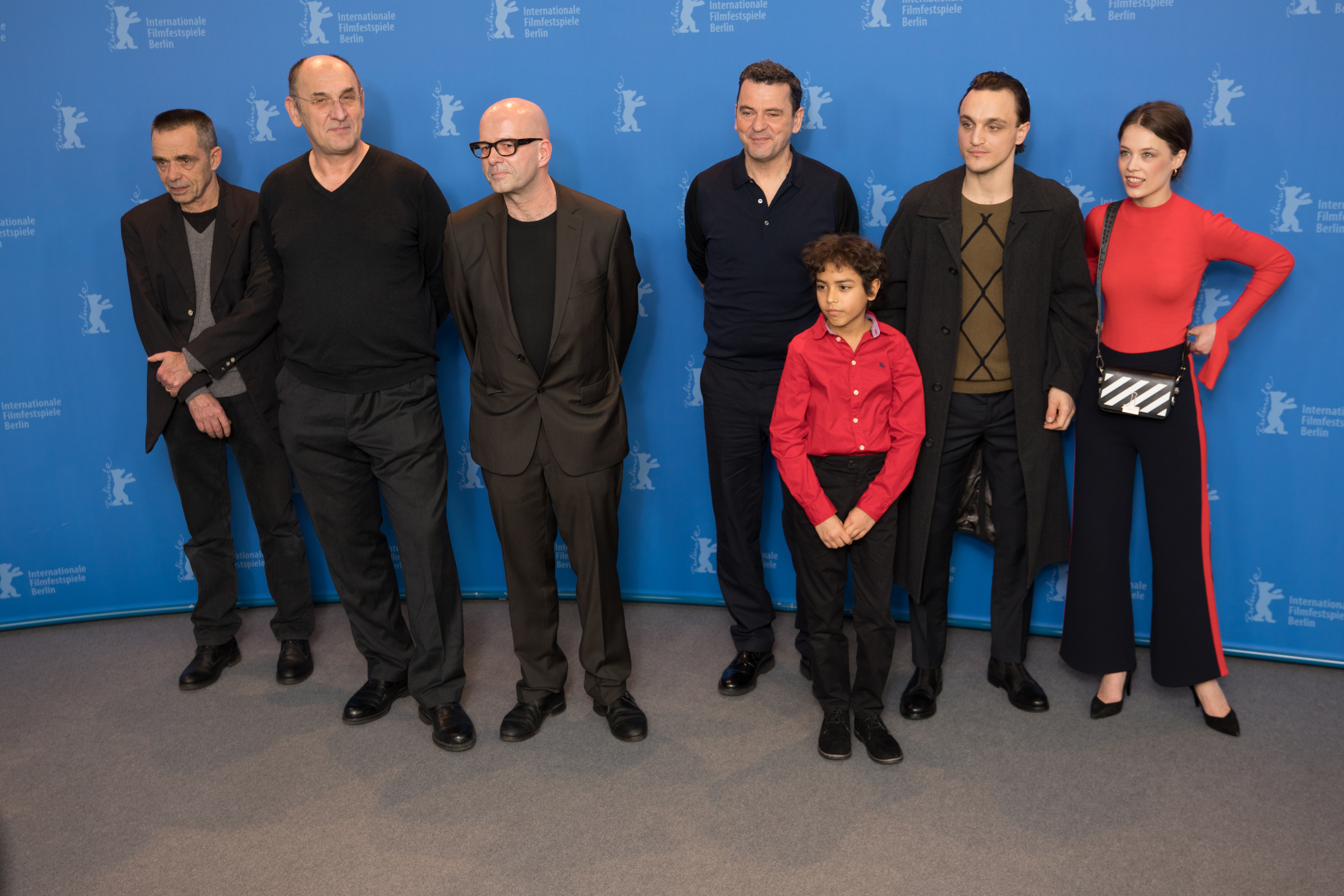
Знімальна група фільму на Берлінале-2018

«Транзит» (нім. Transit) — німецько-французький драматичний фільм 2018 року, поставлений режисером Крістіаном Петцольдом за романом Анни Зегерс. Світова прем'єра відбулася 17 лютого 2018 року на 68-му Берлінському міжнародному кінофестивалі, де фільм брав участь у головній конкурсній програмі.

## Сюжет
Нацистські війська на підступах до Парижа. Георг (Франц Роговський) втікає в останню мить зі столиці до Марселя. Але навіть Марсель є лише проміжним пунктом: у портовому місті можуть залишатися лише ті, хто можуть довести, що планують їхати далі, а це означає, що потрібен дозвіл на в'їзд до потенційної країни перебування. Георг може зробити це легко, оскільки в його багажі документи письменника Вайделя, який покінчив життя самогубством, та гарантія видачі візи мексиканським посольством. Георг бере ім'я Вайделя, і це дозволяє йому вільно пересуватися разом з усіма іншими біженцями в портовому місті, сподіваючись отримати квиток на корабель.
Біженці спілкуються у коридорах маленького готелю, в залі очікування консульств, у кафе та барах у гавані. Георг подружився з Дрісом, сином свого покійного товариша Гайнца, який загинув під час спроби втечі. Потім він зустрічає Марію Вейдель (Паула Бір) і закохується в цю таємничу жінку, яка шукає свого зниклого чоловіка — того самого письменника…

## У ролях
| • Франц Роговський | … | Георг             |
| • Паула Бір        | … | Марі              |
| • Годегард Гізе    | … | Ріхард            |
| • Лілієн Бетмен    | … | Дрісс             |
| • Мар'ям Заре      | … | Мелісса           |
| • Барбара Ауер     | … | архітектор / фрау |
| • Маттіас Брандт   | … | Бармен / оповідач |
| • Себастьян Гюльк  | … | Пауль             |
| • Емілі де Прессак | … |                   |
| • Антуан Оппенгайм | … | Біннет            |

## Знімальна група
- Автор сценарію — Крістіан Петцольд, за романом Анни Зегерс «Транзит» (1942)
- Режисер-постановник — Крістіан Петцольд
- Продюсер — Флоріан Кернер фон Густорф, Міхаель Вебер
- Співпродюсер — Антонін Деде
- Оператор — Ганс Фромм
- Композитор — Стефан Вілл
- Монтаж — Беттіна Бехлер
- Художник-постановник — Каде Грубер
- Художник з костюмів — Катарина Ост
- Художник-декоратор — Аурелі Комб
- Підбір акторів — Симона Бер, Джоанна Делон

## Художні особливості
Крістіан Петцольд зняв фільм у сучасному Марселі, змусивши таким чином біженців з минулого зустрітися з біженцями теперішнього часу.

## Нагороди та номінації
| Список нагород та номінацій           | Список нагород та номінацій | Список нагород та номінацій | Список нагород та номінацій | Список нагород та номінацій | Список нагород та номінацій |
| Кінофестиваль/Кінопремія              | Рік                         | Категорія                   | Номінант(и)                 | Результат                   | Дж                          |
| ------------------------------------- | --------------------------- | --------------------------- | --------------------------- | --------------------------- | --------------------------- |
| Берлінський міжнародний кінофестиваль | 2018                        | Золотий ведмідь             | Транзит                     | Номінація                   | [ 1 ]                       |